# Dominik Horvath
Pour les articles homonymes, voir Horvath.
Dominik Horvath est un joueur d'échecs autrichien né le 29 août 2003 à Eisenstadt, grand maître international depuis 2024.
Au 1er juillet 2024, il est le 3e joueur autrichien avec un classement Elo de 2 561 points.

## Biographie et carrière
Dominik Horvath est né en août 2003 à Eisenstadt
En août 2022, il finit premier ex æquo du championnat d'Autriche d'échecs. Felix Blohberger remporte le championnat d'Autriche d'échecs, grâce à un meilleur départage. 
Il représente l'Autriche au cinquième échiquier lors de l'Olympiade d'échecs de 2022 et marque 8 points sur 11, réalisant la meilleure performance (2 569 points Elo) parmi les joueurs de son équipe (l'Autriche finit à la 23e place de la compétition).
Il participe à deux reprises au Championnat d'Europe d'échecs des nations : en 2021 et 2023 (4/8 au troisième échiquier, l'Autriche finit vingtième de la compétition).